# Liste der Monuments historiques in La Boussac
Die Liste der Monuments historiques in La Boussac führt die Monuments historiques in der französischen Gemeinde La Boussac auf.

## Liste der Bauwerke
| Bezeichnung        | Beschreibung | Standort | Kennzeichnung | Schutzstatus | Datum | Bild |
| ------------------ | ------------ | -------- | ------------- | ------------ | ----- | ---- |
| Priorat in Brégain |              | (Lage)   | PA00090509    | Inscrit      | 1926  |      |